# Kirche der Heiligsten Jungfrau Maria (Kulva)

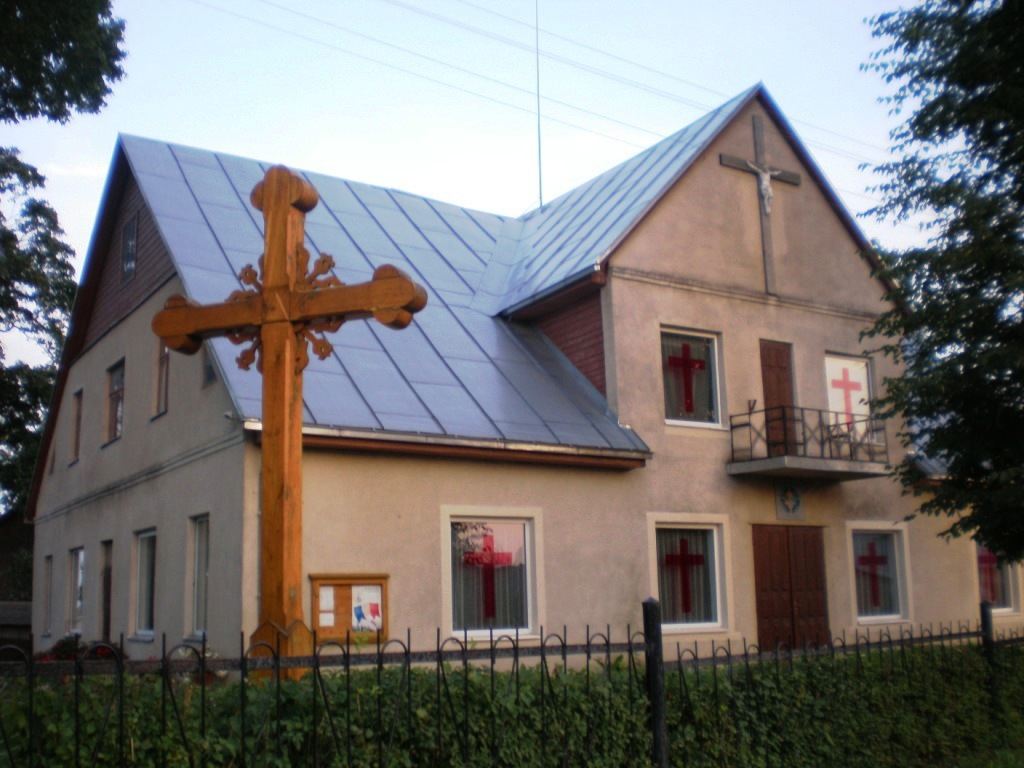
Kirche Kulva

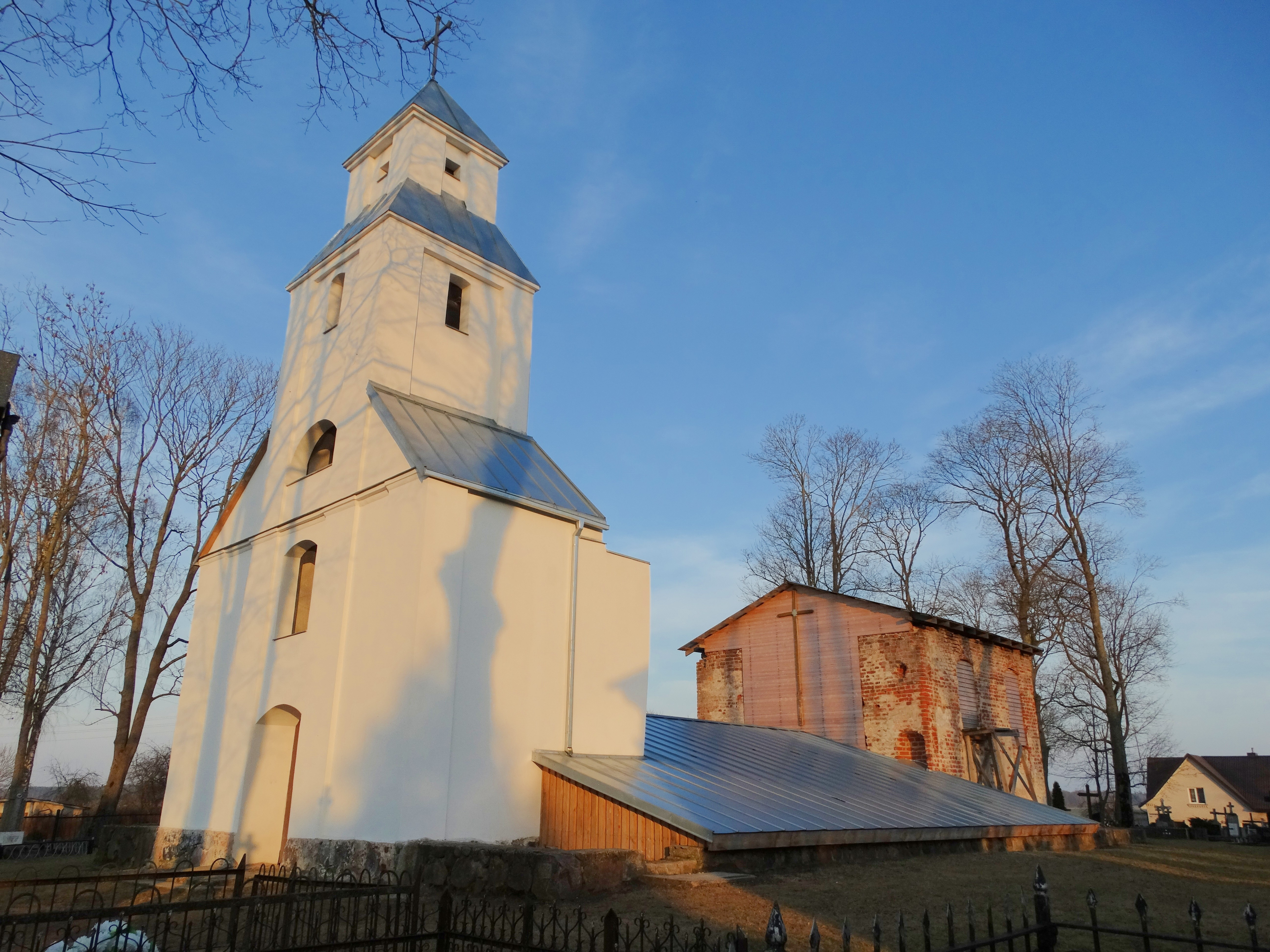
Erneuerter Glockenturm, 2015

Die Kirche der Heiligsten Jungfrau Maria Kulva (litauisch Kulvos Švč. Mergelės Marijos bažnyčia) ist eine katholische  Marienkirche im Dorf Kulva, Rajongemeinde Jonava (Bezirk Kaunas), an der Fernstraße Vilijampolė – Žeimiai – Šėta. Die Kirche gehört dem Dekanat Jonava im Erzbistum Kaunas an.

## Geschichte
Die erste hölzerne Kapelle wurde vermutlich Anfang des 16. Jahrhunderts gebaut. In Kulva lebte ständig ein Pfarrer. Er wurde vom Hof Kulva finanziert. Die Hofsinhaber Kulviečiai übergaben die Kapelle nach der Reformation an die Evangelisch-Reformierte Kirche in Litauen. Der Pfarrer von Skaruliai Klimkevičius begann 1645 einen Gerichtsprozess wegen der Kapelle in Kulva. 1647 wurde die Kapelle an die Katholiken übergeben. 1710 wurde sie renoviert. 1909 wurde die Pfarrgemeinde errichtet.
1911 wurde die Kirche überbaut. 1925 wurde die heutige Kirche gebaut.